# Cotoneaster nivalis
Cotoneaster nivalis är en rosväxtart som först beskrevs av Klotz, och fick sitt nu gällande namn av G. Panigrahi och A. Kumar. Cotoneaster nivalis ingår i släktet oxbär, och familjen rosväxter. Inga underarter finns listade i Catalogue of Life.